# Ангехакот
Ангехакот (арм. Անգեղակոթ) — село в Сюникской области (Армения).

## География
Село расположено на левом берегу реки Воротан у Ангехакотского водохранилища, в 14 км к западу от Сисиана, на расстоянии 3 км. к юго-западу от трассы Ереван—Горис. Раньше село было крупным автомобильным узлом, так как через него проходит автомобильная дорога на Нахичеван, которая является самым быстрым способом попадания из Азербайджана в Нахичеванскую Автономную Республику. Но в связи с армяно-азербайджанским конфликтом и навязанной Азербайджаном с 1988 года блокадой Армении по участку трассы Ангекахот—Нахичеван до армяно-азербайджанской границы, которое расположено на перевале Биченакском (2346 м) курсирует транспорт лишь в три села (Шагат, Барцраван и Балак), а также военный приграничный транспорт, который патрулирует данный участок границы. Граница естественно закрыта и никакого движения через неё нет. На север идёт трасса на Ереван, ближайшее село — Спандарян расположено в 7 км. На восток идёт трасса на Горис, Капан, непризнанный НКР и Иран, а ближайшее село — Шаки расположено в 7 км. К югу расположено Ангехакотское водохранилище на реке Воротан. На западе расположена трасса на Шахбуз и Нахичеван, но гражданские машины курсируют лишь до села Шагат, которое расположено в 4 км. В Шагате находится развилка к селу Балак, расположенному на противоположном от Ангехакота береге водохранилища, и к высокогорному селу Барцраван.
С целью строительства нового газопровода Каджаран-Сисиан-Ангехакот-Джермук-Арарат (вторая часть газопровода Иран-Армения) протяженностью 197,4 км компания "АрмРосгазпром" импортировала в Армению первую партию труб диаметром 720 мм.

## История и культура
На надгробных памятниках села Ангехакот встречаются сцены охоты: охотник на коне, держащий в правой руке сокола, а в левой— кубок. Там же изображены олень, лошадь и разные птицы, находящиеся в процессе движения.
Селение Ангехакот было княжеской резиденцией армянских князей Мелик-Сафразянов (позже род — Сафразбекянов). В апреле 1699 года, в княжеской резиденции Мелик-Сафразянов, под руководством выдающегося политического деятеля князя Исраэла Ори состоялось собрание армянских меликов (князей), принявшее обращение к русскому двору: «Наши помыслы о том, чтобы всем нам быть слугами твоего великого царства» и давшее начало национально-освободительной борьбе армян Сюника.
В местечке Годедзор, близ села было обнаружено древнее поселение, относящееся к эпохе энеолита, а именно, к временному промежутку первой половины V — первой половины IV тыс. до н. э., по мнению ученых, занимало площадь в 15 га. Найдены материалы, присущие убейдской культуре, что свидетельствует о тесном продолжительном контакте с жителями Армянского нагорья и Северной Месопотамии. Этот памятник, свидетельствующий о пребывании «убейдцев» — единственный в своем роде в регионе Южного Кавказа, обнаруженный на высоте 1800 м от уровня моря. В Годедзоре найдено большое количество убейдской расписной керамики, параллели которой встречаются в Южном и Северном Двуречье. Возможно, считают ученые, «убейдцы» здесь основали маленькую купеческую факторию. Так или иначе, находка археологов поможет заполнить лакуны древних эпох и цивилизаций документальными подтверждениями.

## Известные уроженцы
- Карапетян, Паруйр Виласович — армянский политический и государственный деятель.
- Маркосян, Арменак — армянский политический и государственный деятель.[7]
- Мирзоян, Оксен Аракелович — чемпион Европы, мира и Олимпийских игр по тяжёлой атлетике.